# Тарнава (Свентокшиське воєводство)
Тарнава (пол. Tarnawa) — село в Польщі, у гміні Сендзішув Єнджейовського повіту Свентокшиського воєводства.
Населення — 445 осіб (2011).
У 1975-1998 роках село належало до Келецького воєводства.

## Демографія
Демографічна структура на день 31 березня 2011 року:
|          | Загалом | Допрацездатний вік | Працездатний вік | Постпрацездатний вік |
| -------- | ------- | ------------------ | ---------------- | -------------------- |
| Чоловіки | 229     | 49                 | 157              | 23                   |
| Жінки    | 216     | 39                 | 129              | 48                   |
| Разом    | 445     | 88                 | 286              | 71                   |